# 卡洛·羅威利
卡洛·羅威利（義大利語：Carlo Rovelli，1956年5月3日—），義大利理論物理學家，主要工作地點包括義大利、美國，以及法國。其工作重點在於量子重力，而他是迴圈量子重力理論的主要創建者之一。他也在科學史與科學哲學上作出貢獻。羅威利定期與幾份義大利報紙合作，特別是24小時太陽報與共和報的文化副刊。

## 生平與事業
卡洛·羅威利於1956年出生於義大利維洛那。在1970年代，他參與了義大利大學生的政治運動，協助創辦了宣導自由政治無線電台，比如波隆那的Radio Alice及維洛那的Radio Anguana。他曾被以言論罪起訴但後來獲釋，起因是他與Enrico Palandri、Maurizio Torrealta、Claudio Piersanti等人合著的書籍《我們的事實》（義大利語：Fatti Nostri）。
1981年，羅威利於義大利波隆那大學物理系取得學士與碩士學位，於1986年於義大利帕多瓦大學取得博士學位。1987年他拒絕服當時為義務性質的兵役，而被短期拘禁。隨後他在義大利羅馬大學、第里雅斯特大學以及美國耶魯大學做博士後研究。於1990年至2000年期間，羅威利於匹茲堡大學擔任教員。目前他在法國艾克斯-馬賽大學的理論物理中新任職，地點在法國馬賽。他也長期擔任匹茲堡大學科學史與科學哲學系客座教授。

## 主要學術貢獻

### 迴圈量子重力
1988年，卡洛·羅威利、李·斯莫林、阿贝·阿希提卡引入了一個稱為迴圈量子重力的量子重力理論。1995年，羅威利與斯莫林取得了量子重力的狀態基底，使用羅傑·潘洛斯的自旋網路標記；利用這些基底他們展示了面積與體積的量子化。此成果顯示了極為小的空間尺度具有離散結構。1997年，羅威利與麥可·萊森伯格引入了此理論的「表面加總」（sum over surfaces）形式，之後又演化成目前迴圈量子重力的協變自旋泡沫版本。2008年與Jonathan Engle及Roberto Pereira合作，引入了自旋泡沫頂點幅（vertex amplitude），此為目前迴圈量子重力協變動力學的基礎定義。迴圈量子重力被視為是當今量子重力一個極有潛力的候選理論，並在量子宇宙學、自旋泡沫宇宙學、量子黑洞物理等領域有所應用。

## 榮譽
- 1995年International Xanthopoulos Award，獲獎事由：「對理論物理有傑出貢獻。」[7]
- 法國Institut Universitaire de France (IUF)資深會員
- 中國北京師範大學榮譽教授
- 法國科學哲學國際學院（Académie Internationale de Philosophie des Sciences）會員
- 義大利維洛那科學藝術暨文學院（Accademia di Scienze Arti e Lettere di Verona）榮譽會員
- 2009年基礎問題研究院（英语：Foundational Questions Institute）（FQXi）競賽學群組冠軍，主題是「時間的本質」
- 2013年FQXi競賽亞軍，主題是「物理學與資訊學的關係」

## 外部連結
- Homepage （页面存档备份，存于）
- Introduction to Loop Quantum Gravity （页面存档备份，存于）, online course by Carlo Rovelli.
- Carlo Rovelli, A Dialog on Quantum Gravity, preprint available as hep-th/0310077 （页面存档备份，存于）
- Loop Quantum Gravity by Carlo Rovelli
- Quantum Gravity （页面存档备份，存于）, draft of the book Quantum Gravity
- Curriculum Vitae et Studiorum （页面存档备份，存于）